# Clytemnestra tenuis
Clytemnestra tenuis is een eenoogkreeftjessoort uit de familie van de Peltidiidae. De wetenschappelijke naam van de soort is voor het eerst geldig gepubliceerd in 1863 door Lubbock.